# آد آلیین-فورته
آد آلیین-فورته (انگلیسی: Ade Alleyne-Forte؛ زادهٔ ۱۱ اکتبر ۱۹۸۸) ورزشکار دو و میدانی اهل ترینیداد و توباگو است.
وی در مسابقات کشوری و بین‌المللی در مجموع برندهٔ ۱ مدال طلا، ۲ مدال برنز شده‌است.